# کاربرد خوب (کتاب)

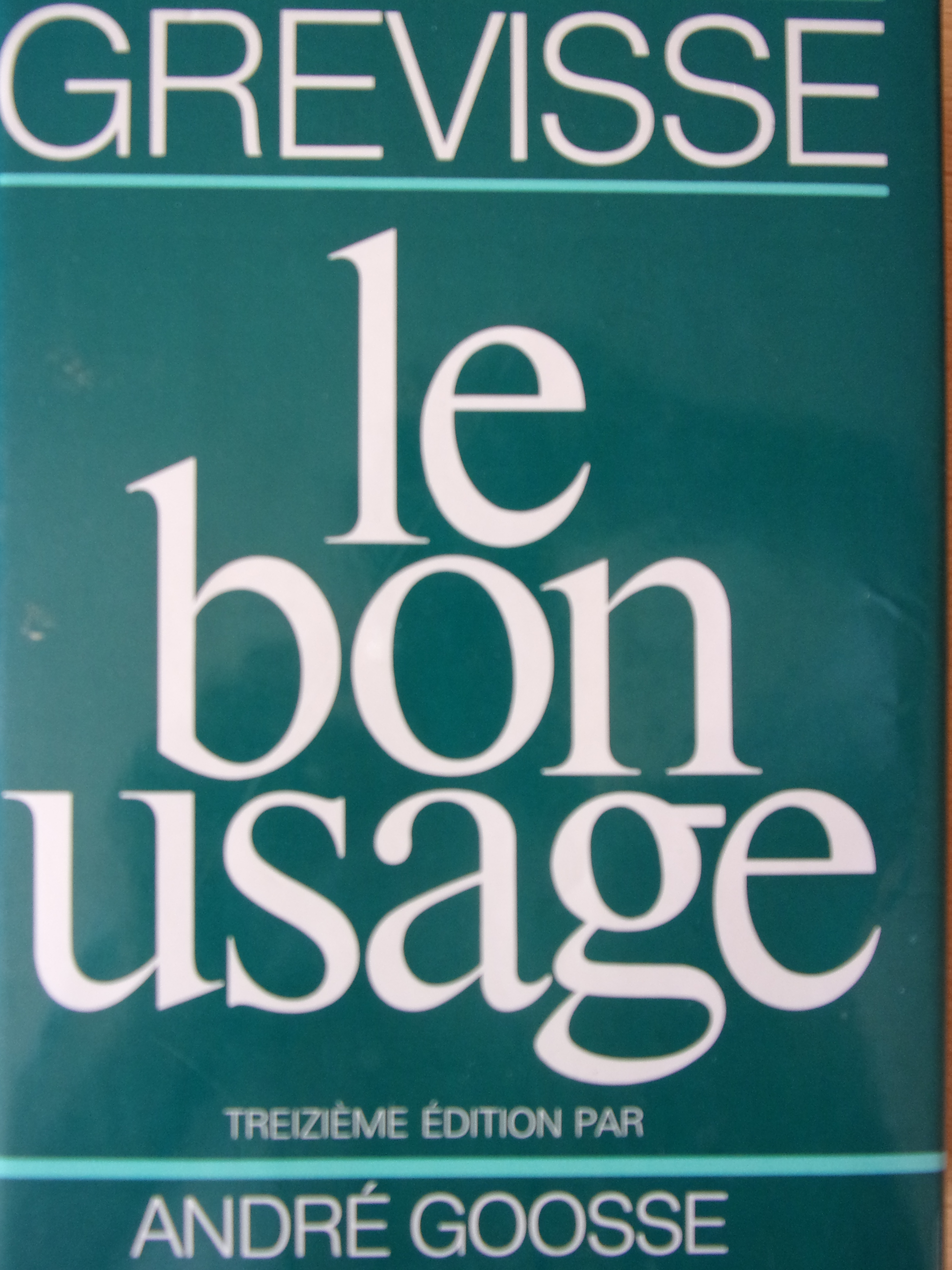

کاربرد خوب (انگلیسی: Le Bon Usage) که به‌طور غیررسمی Le Grevisse نامیده می‌شود، یک کتاب توصیفی دربارهٔ دستور زبان فرانسوی است که اولین بار در سال ۱۹۳۶ توسط موریس گرویس منتشر شد و از آن زمان به‌طور دوره ای بازبینی شده است. این کتاب استفاده از زبان فرانسوی، عمدتاً در شکل ادبی نوشتاری آن را توصیف می‌کند. این کتاب ۱۶۰۰ صفحه است و شامل مثال‌ها و نمونه‌های متعددی است که از ادبیات فرانکوفون دوره‌های مختلف، از جمله روزنامه‌ها، گرفته شده است تا مرجعی برای معلمان زبان فرانسه و به‌ویژه نویسندگان و ویراستاران باشد.
در سال ۱۹۳۶، اولین نسخه توسط De Boeck Supérieur (که در آن زمان Duculot نام داشت) منتشر شد. یک نسخه جدید در سال ۱۹۳۹ و دیگری در سال ۱۹۴۶ منتشر شد. این کتاب مدال طلای فرهنگستان فرانسه را دریافت کرد. ستایش زیاد آندره ژید در ضمیمه ادبی فیگارو در فوریه ۱۹۴۷ به موفقیت آن کمک کرد.
پس از مرگ گریویس در سال ۱۹۸۰، داماد او آندره گوس، که او نیز دستور زبان نویس بود، مسئولیت را بر عهده گرفت و نسخه های ۱۲ و ۱۳ (۱۹۹۳) را منتشر کرد. نسخه چهاردهم در اوت ۲۰۰۷ در قالبی کاملاً جدید منتشر شد. چاپ پانزدهم در سال ۲۰۱۱ منتشر شد. از آن زمان تا کنون چاپ شانزدهم در سال ۲۰۱۶ منتشر شده است.

## درباره اثر
این اثر نسبتاً گسترده (۱۶۰۰ صفحه‌ای)، شامل نمونه‌ها و ضدنمونه‌های متعددی از ادبیات زبان فرانسه‌ در دوره‌های مختلف است (از جمله روزنامه‌ها) تا به عنوان مرجعی برای معلمان زبان فرانسه، و به‌ویژه نویسندگان و ویراستاران مورد استفاده قرار گیرد.  